# オズワルド・ゲイフォード
オズワルド・ゲイフォード（Oswald Robert Gayford 、1893年5月18日- 1945年）は、イギリス軍のパイロットである。1933年2月6日、航法士G.E.ニコレッツとともに、フェアリー長距離単葉機でクランウェル基地から南西アフリカのウォルヴィス湾までの8,540 kmの飛行に成功し、長距離飛行の世界記録を樹立した。
第一次世界大戦で海軍に入隊し、艦隊勤務を経て、地中海での海軍航空隊の観測士に転じ、偵察や艦隊の哨戒任務に従事した。イギリス空軍の設立によって、イギリス空軍に転じ、1919年にはロシア南部で白軍とともに赤軍と戦ったイギリス軍部隊に参加した。その後も中東など従軍した。
1920年代にイギリス空軍による長距離記録飛行機の開発に参加し、1933年2月6日、航法士G.E.ニコレッツとともに、フェアリー長距離単葉機でクランウェル基地から南西アフリカのウォルヴィス湾までの8,540 kmの飛行に成功し、長距離飛行の世界記録を樹立した。1938年11月5日には、2機のヴィッカース ウェルズレーがエジプトのIsmailiaからオーストラリアのダーウィンまでの11,525 kmを52時間で飛行し、直線無着陸長距離飛行の記録を作った飛行に参加した。
第二次世界大戦ではエジプトなどで勤務した。